# USCGC Kimball (WMSL-756)
USCGC Kimball (WMSL-756) — сьомий куттер типу «Ледженд» берегової охорони США. Призначений для забезпечення національної безпеки, охорони територіальних вод, захисту рибальських промислів і навколишнього середовища, проведення пошуково-рятувальних операцій, надання допомоги потерпілим.

## Назва
Названий на честь Самнера Кімбола — доктора біологічних наук, який був організатором рятувальної служби США і її директором в період з 1878 по 1915 рік.

## Будівництво

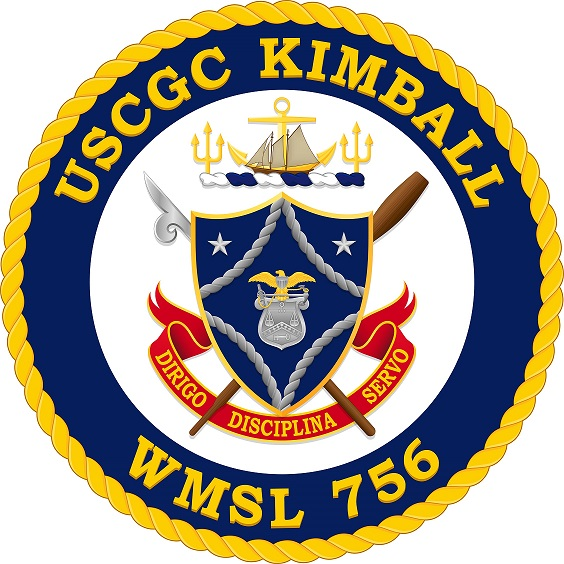
Емблема корабля

14 червня 2013 року підрозділ Ingalls Shipbuilding (завод в Паскагула, штат Міссісіпі) отримало контракт вартістю 76,8 млн доларів США на придбання матеріалів для будівництва сьомого катера. 31 березня 2014 року підрозділ Ingalls Shipbuilding отримало контракт на будівництво сьомого катера. Вартість контракту склала 497 млн доларів США. У січні 2015 року було розпочато будівництво. 4 березня 2016 року о 17:00 годині за місцевим часом відбудбулася церемонія закладки кіля. Хрещеною матір'ю корабля стала Кей Боуен Веббер Кохран, дружина сенатора Теда Кохрана. 17 грудня 2016 року спущений на воду. 4 березня 2017 року відбулася церемонія хрещення. Був доставлений на перший квартал 2018 року.

## Служба
21 серпня 2020 року в західній частині Тихого океану під час проведення операції «swim call» (купання у відкритому океані) екіпажу куттера стався інцидент. Під час купання американських моряків атакувала триметрова біла акула. Вартові відкрили вогонь по рибині.
9 квітня 2021 року повернувся до бази в Гонолулу  після завершення 82 -денного експедиційного патрулювання. Куттер працював у тісній співпраці з партнерами та країнами-союзниками над численними місіями, починаючи від пошуково -рятувальних заходів та запобігаючи незаконному, незареєстрованому та нерегульованому промислу, одночасно сприяючи стабільності та безпеці у всьому регіоні.